# Peltonotus karubei
Peltonotus karubei är en skalbaggsart som beskrevs av Muramoto 2000. Peltonotus karubei ingår i släktet Peltonotus och familjen Dynastidae. Inga underarter finns listade i Catalogue of Life.